# Edward H. Dewey
Edward H. Dewey (né le 21 mai 1837 dans le comté de Crawford et mort le 21 décembre 1904 à Meadville) était un médecin américain. Il est l'un des pionniers  du jeûne thérapeutique aux États-Unis.
Parmi ces ouvrages, on trouve :
- The True Science of Living (1895)  réimprimé plusieurs fois
- The No-Breakfast Plan and the Fasting Cure (1900) a été traduit en français et en allemand.